# Yunnanilus macrogaster
Yunnanilus macrogaster är en fiskart som beskrevs av Maurice Kottelat och Chu, 1988. Yunnanilus macrogaster ingår i släktet Yunnanilus och familjen grönlingsfiskar. IUCN kategoriserar arten globalt som otillräckligt studerad. Inga underarter finns listade i Catalogue of Life.